# Rodovia Euclides da Cunha
A Rodovia Euclides da Cunha (SP-320) é uma rodovia radial do estado de São Paulo, administrada pelo Departamento de Estradas de Rodagem do Estado de São Paulo (DER-SP).

## Denominações
Recebe as seguintes denominações em seu trajeto:
Nome:	Euclides da Cunha, Rodovia
- De - até:	Mirassol - Porto Presidente Vargas (Divisa MS)
- Legislação: LEI S/N DE 27/10/71

## Descrição
Principais pontos de passagem: SP 310 (Mirassol) - Votuporanga - Fernandópolis - Santa Fé do Sul - Div. MS (Ponte Rodoferroviária)

## Características

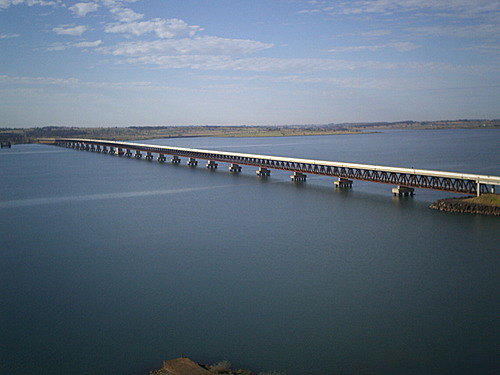
Ponte rodoferroviária em Rubinéia.

### Extensão
- Km Inicial: 453,720
- Km Final: 637,765

### Duplicação
Em 2011, foi anunciada a duplicação da rodovia. A primeira parte da rodovia no qual foi duplicada foi entregue no dia 22 de novembro de 2013.  Votuporanga, Valentim Gentil, Meridiano, Fernandópolis e Estrela D'Oeste, contemplados pelos lotes 4 (do km 523,2 ao km 546,1) e 5 (do km 546,1 ao km 567,5), o investimento foi de R$ 91,7 milhões e 112,5 milhões, respectivamente. O evento de inauguração ocorreu em Estrela D'Oeste. No município de Urânia, 16,6 quilômetros de duplicação do lote 7 (entre o km 592,9 e o km 609,5), foram entregues à população. O investimento nesse lote foi de R$ 78,8 milhões.
Em Bálsamo foram entregues os lotes 1 (do km 453 ao km 477,1) e 2 (do km 477,1 ao km 500,5), que contemplam os municípios de Mirassol, Bálsamo, Tanabi e Cosmorama. O investimento no lote 1 foi de R$ 84,9 milhões e no lote 2 foi de R$ 83,9 milhões.

### Localidades atendidas
- Mirassol
- Bálsamo
- Tanabi
- Ecatu
- Cosmorama
- Simonsen
- Votuporanga
- Valentim Gentil
- Meridiano
- Fernandópolis
- Estrela d'Oeste
- Jales
- Urânia
- Santa Salete
- Aspásia
- Santana da Ponte Pensa
- Três Fronteiras
- Santa Fé do Sul
- Rubinéia